# نیوتون، کمبریج‌شر جنوبی
نیوتون (به انگلیسی: Newton) یک روستا و محله مدنی در بریتانیا است که در کمبریج‌شر جنوبی واقع شده‌است. نیوتون ۳۷۸ نفر جمعیت دارد.